# Улица Гоголя (Уфа)
Улица Го́голя в Уфе расположена на территории Ленинского и Кировского районов. Пролегает с юга на север, начинаясь с улицы Заки Валиди и заканчиваясь улицей Достоевского.

## История
Улица Гоголя первоначально называлась Ханыковской в честь губернатора Оренбургской губернии и учёного-географа Ханыкова Якова Владимировича. Современное название получила в 1901 г. Известна тем, что 1891 г. здесь снимал квартиру (в доме № 1) певец Фёдор Иванович Шаляпин.
На улице Гоголя существовала деревянная синагога, построенная в конце XIX в. и закрытая в 1930 г. Рядом с казармами Уфимского гарнизона сохранилась часть казарменной стены, возведённой ещё в 1830—1839 гг.
Улица в целом сохранила дореволюционную нумерацию домов.

## Современное состояние
Улица Гоголя — спокойная немноголюдная улица с ограниченным движением. На ней расположены:
- Мемориальный дом-музей Мажита Гафури
- Дом (Гоголя, 1), построенный в середине XIX века. В 1891 году здесь жил великий певец Фёдор Иванович Шаляпин.
- Особняк купца М. А. Лаптева, построенный в 1912—1913 гг. С 1919 г. здесь располагается Башкирский государственный художественный музей имени М. В. Нестерова (открыт в 1920 г.)
- Усадьба мещанина Гурылева (Гоголя, 22), застроенная в 1890—1910 гг. В 1920—1950 гг. здесь жили Александр Куприянович Носков и Владимир Николаевич Крыжановский.
- Деревянные дома № 48, 50, 52 обладают признаками памятников архитектуры, так как на классические фасады первой половины 19 века были прибиты красивые резные наличники в стиле эклектики после 1880-х гг.
- Деревянный дом № 48/1 обладает признаками памятников архитектуры, так как обладает одним из немногих уцелевших в Уфе фасадов по образцовому проекту стиля «деревянный классицизм» первой половины XIX века.
- Башкирская государственная филармония им. Х. Ахметова — с 20 января 1939 г.
- Современный бизнес-центр «Капитал» между улицами Гоголя и Карла Маркса
- Дом Парулиной (перекрёсток Ханыковской и Ильинской улиц, ныне Гоголя, 13) — в 1840—1884 гг. здание Уфимского мужского духовного училища. Памятник регионального значения.
- Дом № 56 - здесь прошли первые три года жизни (1941-1944) писателя Сергея Довлатова (мемориальная доска на башкирском и русском языках).

## Галерея

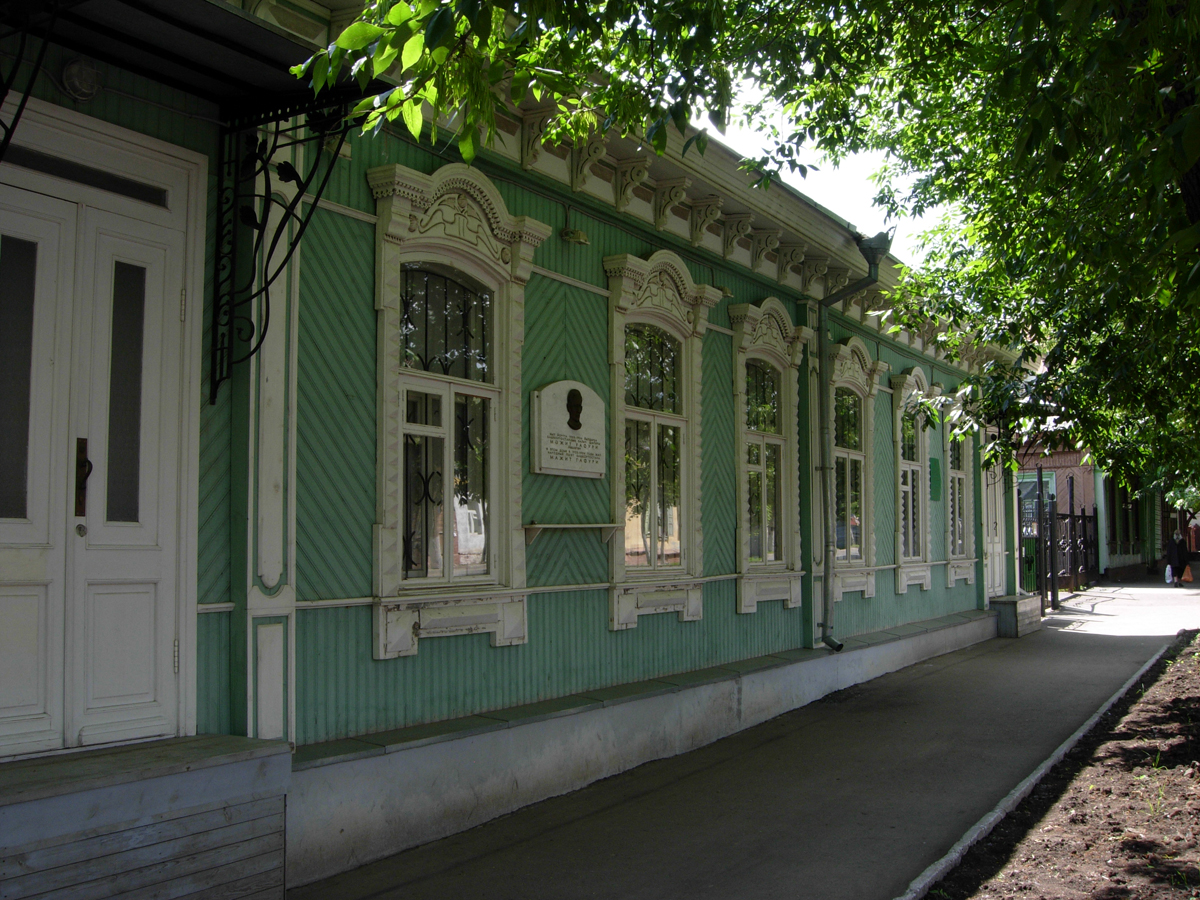
Музей Мажита Гафури
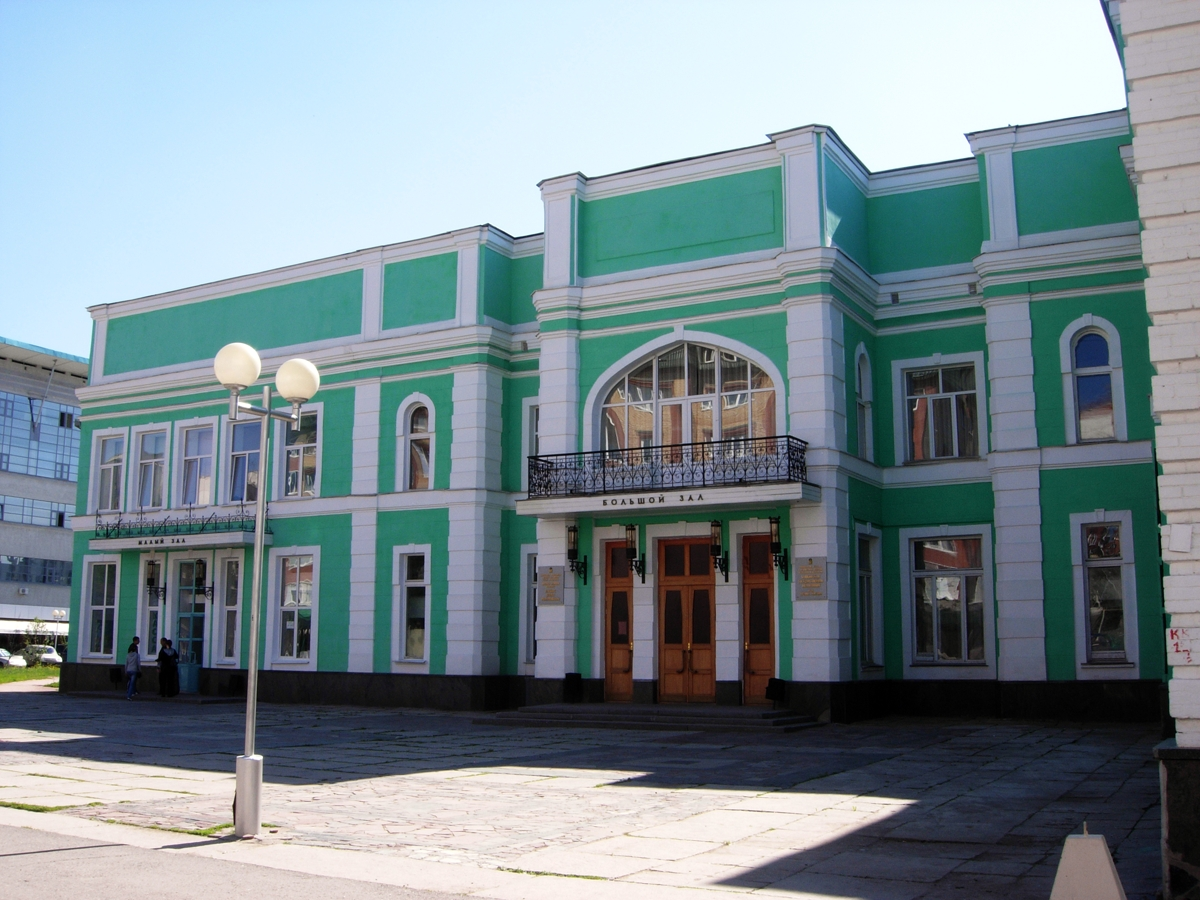
Башкирская государственная филармония им. Х. Ахметова
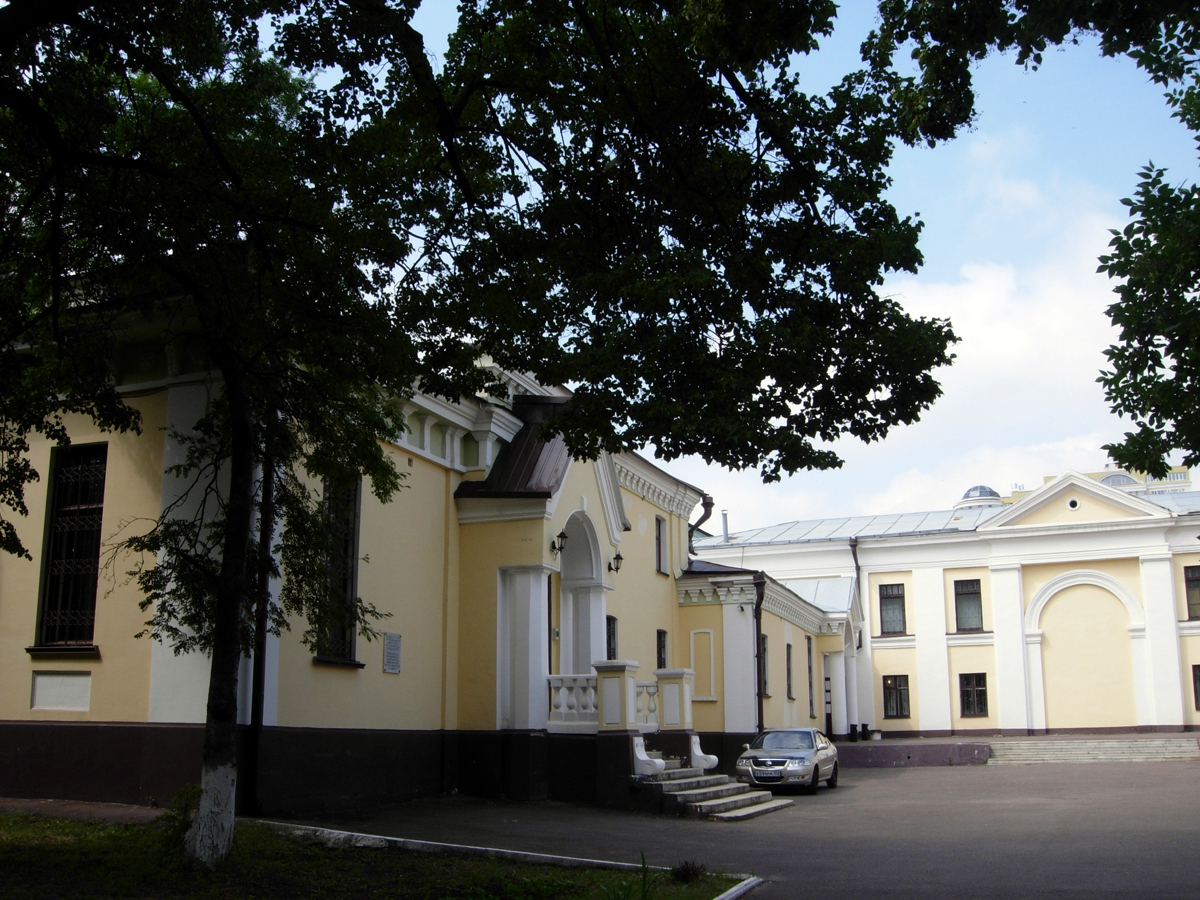
Особняк купца М. А. Лаптева